# Hrdinové nové fronty
Hrdinové nové fronty (pol. „Herosi nowego frontu”) – czeski zespół punkrockowy powstały w roku 1985 w Igławie. Nazwa zespołu często skracana jest do postaci HNF. Pod koniec roku 1988 na fali przemian ustrojowych w ówczesnej Czechosłowacji, członkowie rozwiązali zespół uznawszy, że wyczerpał swoją formułę. Na jego gruzach dotychczasowi liderzy założyli nową grupę XIII. století.  

## Historia
Powstanie zespołu jest związane z sytuacją społeczną Czechosłowacji w połowie lat osiemdziesiątych dwudziestego wieku. W skład grupy weszło trzech młodych muzyków Petr Štěpán (Biafra), Leoš Kostelecký (Kosťa) oraz Pavel Štěpán (Naci). Początkowo zespół przyjął nazwę Vylízaný Palice 21 i pod taką nazwą wystąpił we wrześniu 1985 roku.  
2 listopada 1985 roku już pod swoją docelową nazwą zespół wystąpił w miejscowości Zborná z premierą utworów, zawartych później na płycie Na Barikádách z Popelnic. W kwietniu 1986 roku HNF nagrał swoje demo Válka zawierające m.in. bardzo dobrze przyjęty z apelem Do boje!, a przede wszystkim największy hit w całej twórczości zespołu – utwór Svět se posral.  
W roku 1987 zespół wystąpił na Rockfest w Pradze, prezentując materiał ze swojego nowego dema Obyčejní hrdinové. Zespół intensywnie koncertował występując nawet na przełomie 1987/88 w Dniepropietrowsku, w ówczesnym ZSRR. Z początkiem roku 1988 powstało kolejne demo Dům na demolici prezentowane na koncertach w Czechosłowacji.  
W sierpniu 1988 zespół nagrywał nowe demo Nová drákulománia. Płyta, która doczekała się jako pierwsza profesjonalnej reedycji, była zasadniczym odejściem od dotychczasowej linii muzycznej zespołu. Styl zawartych utworów zmierzał wyraźnie w kierunku rocka gotyckiego, stanowiło to w pewnym sensie prequel twórczości XIII. století.  
Pod koniec roku 1998 członkowie zespołu podjęli decyzję o zakończeniu działalności. Po pożegnalnym koncercie, który odbył się 11 grudnia 1988 w klubie Ostrava w Ostrawie Petr Štěpán oraz Pavel Štěpán założyli nowy zespół XIII. století.  
W roku 2021, w lekko zmienionym składzie zespół ponownie wchodzi do studia, pracując nad kolejną płyta długogrającą.  
Płyta ostatecznie ukazała się pod nazwą Když se bombardéry vracejí zawierając osiem zremasterowanych wczesnych utworów grupy, a w styczniu 2022 roku zespół zapowiedział powrót po 34 latach do występów na scenie. Pierwszy koncert planowany jest 1-2 lipca 2022 w ramach odbywającego się w Havličkůvym Brodě festiwalu XV. Punk Fest.  

## Styl muzyczny
Wczesna muzyka zespołu to typowy brudny punk rock. Pod koniec działalności zespół trochę złagodził oblicze, w jego muzyce zaczęły pobrzmiewać akcenty z przyszłych dokonań już jako XIII Stoleti. Teksty Petra Štěpána są wyraźnie antymilitarystyczne, mówiące o problemach społecznych, w niektórych utworach są też wyraźne odniesienia do filozofii skinheadów. co zespołowi nie przysparzało nigdy życzliwości ówczesnych władz. Grupa tworzyła też pompatyczne pieśni sławiące swój własny ruch punk, te jednak należą do najsłabszych kompozycji zespołu.  
Mimo krótkiego istnienia zespołu w dość odległym czasie twórczość nie straciła całkiem na aktualności, co widać po sukcesywnych wznowieniach płyt. Szczególnie bogate w reedycje były lata 2008 oraz 2015, reedycja dema Válečný území ukazała się nawet na płycie winylowej.  
W roku 2015 Petr Štěpán wydał książkę biograficzną, opowiadającą o historii zespołu.  

## Skład zespołu

### Obecni członkowie
- Petr „Biafra” Štěpán – śpiew, gitara
- Miroslav „Palda” Paleček – gitara basowa
- Pavel „Naci” Štěpán – instrumenty perkusyjne

### Byli członkowie
- Leoš „Kosťa” Kostelecký – gitara basowa, śpiew

## Dyskografia
- 1986 – Válka (demo, 19 utworów)
- 1987 – Obyčejní hrdinové (demo, 17 utworów)
- 1987 – Hororový věk (demo, 4 utwory)
- 1988 – Dům na demolici (demo, 13 utworów)
- 1988 – Nová drákulománia (demo, 10 utworów)
- 1991 – Válečný území (kompilacja, 13 utworów, Monitor)
- 1995 – Nová drákulománia (reedycja, 10 utworów, Heretic Records)
- 2008 – Nová Drákulomania & Hororový Věk (kompilacja, Monitor, EMI)
- 2008 – Na Barikádách Z Popelnic 1985-1988 (kompilacja, Monitor, EMI)
- 2015 – Válečný území (winyl, PHR Records)[10]
- 2015 – To svět se posral! (kompilacja, 2 CD + DVD, Warner Music)
- 2021 – Když se bombardéry vracejí (kompilacja, 8 utworów)